# Piabucus dentatus
Piabucus dentatus is een straalvinnige vissensoort uit de familie van karperzalmen (Characidae). De wetenschappelijke naam van de soort is voor het eerst geldig gepubliceerd in 1763 door Koelreuter.